# Valanjou
Valanjou est une ancienne commune française située dans le département de Maine-et-Loire, en région Pays de la Loire.
La commune est née en 1974 de la fusion des anciennes communes de Joué-Étiau et Gonnord. Le 15 décembre 2015, elle est devenue une commune déléguée au sein de la commune nouvelle de Chemillé-en-Anjou.

## Géographie

### Localisation
Localité angevine des Mauges, Valanjou se situe au sud de Champ-sur-Layon, sur les routes D 133, Cossé d'Anjou, D 84, Aubigné sur Layon, et D 54, Vihiers.

### Communes limitrophes
Les communes les plus proches sont Champ-sur-Layon (6 km), Chanzeaux (7 km), La Salle-de-Vihiers (7 km), Faveraye-Mâchelles (8 km), Montilliers (8 km), Cossé-d'Anjou (8 km), Melay (8 km), Vihiers (9 km), Thouarcé (9 km), Cernusson (9 km) et Chemillé (10 km).
La commune de Valanjou est constituée de plusieurs hameaux et lieux-dits, comme Argonne, Bagatelle, Bassac, l'Anjubauderie, la Bouchardière, la Chaussière, la Jonchère, la Pierre Blanche, la Pirauderie, le Verdillon, les Terres Gentilles, les Touches, les Verzeaux, Villeneuve des Bois, Villeneuve Trémousseau, etc..

### Géologie et relief
L'altitude de la commune varie de 44 à 116 mètres, et son territoire s'étend sur près de 56 km2 (5 586 hectares).
La commune se situe sur l'unité paysagère du Plateau des Mauges.

## Toponymie et héraldique

### Toponymie
Formes anciennes du nom de Joué-Étiau : Joué et Étiau en 1793, pour devenir ensuite Joué-Étiau à leur fusion, Joué-Étiau en 1801,,.
Joué a pour étymologie latine l'adjectif jucundus.
Formes anciennes du nom de Gonnord : Gonnord en 1793 et 1801.
Le 1er janvier 1974, la commune de Valanjou est créée par fusion de ces deux communes,.
Ses habitants sont appelés les Valanjevins.

### Héraldique
| Blason de Valanjou | Blason  | Parti bastillé d'une pièce à dextre : au premier coupé au I d'azur à la gerbe de blé d'or, liée de gueules, au II de sinople à la bottine contournée d'or, au second de gueules au moulin à vent d'or, ouvert du champ et adextré d'une quintefeuille de sinople chargeant le merlon de la partition, à la champagne ondée d'argent brochant sur le tout, sur laquelle sont posés la bottine et le moulin ainsi qu'une billette du même brochant sur la partition, le tout sommé d'un chef dentelé, coupé de sable et d'or. |
| Blason de Valanjou | Détails | Le statut officiel du blason reste à déterminer. |

La commune est représentée par trois couleurs :
- le bleu, attribué à Joué, évoque un lieu agréable et charmant, suivant l'étymologie latine du nom Jucunde[C'est-à-dire ?] Jucundiacum cité dans le Célestin Port ;
- le vert, attribué à Etiau, fait référence à l'étymologie du nom Estivale, pour les verts pâturages où le bétail passait la période d'été ;
- le rouge rappelle les journées sanglantes que vécurent les habitants de Gonnord durant les guerres de Vendée[12].

## Histoire

### Ancien Régime
Du 6 au 8 octobre 1565, lors de son grand tour de France, le roi Charles IX quitte le château de Brissac pour se rendre au château de Gonnord. Il y passe toute la journée du 7 octobre.

### Époque contemporaine
Durant la Seconde Guerre mondiale, le 20 mai 1944, un central téléphonique est installé, à l'insu des Allemands, dans le bureau de poste de Gonnord, utilisant une ligne (Saint-Nazaire - front de l'Est) passant par la route de Doué-la-Fontaine, inusitée depuis la Première Guerre mondiale.
La commune de Valanjou naît le 1er janvier 1974 de la fusion de Joué-Étiau (paroisses fusionnées au moment de la Révolution) et de Gonnord.
Un projet de fusion de l'ensemble des communes de l'intercommunalité se dessine en 2014. Le 2 juillet 2015, les conseils municipaux de l'ensemble des communes du territoire communautaire votent la création d'une commune nouvelle au 15 décembre 2015.

## Politique et administration

### Administration municipale

#### Administration actuelle
Depuis le 15 décembre 2015, Valanjou constitue une commune déléguée au sein de la commune nouvelle de Chemillé-en-Anjou et dispose d'un maire délégué.
| Période                                  | Période  | Identité            | Étiquette | Qualité |
| ---------------------------------------- | -------- | ------------------- | --------- | ------- |
| 15 décembre 2015                         | mai 2020 | Bernard Briodeau    | DVD       |         |
| mai 2020                                 |          | Christian Martineau |           |         |
| Les données manquantes sont à compléter. |          |                     |           |         |

#### Administration ancienne
Le conseil municipal est composé de 19 élus. Le préfet, estimant que les conditions et les formes légalement prescrites n'ont pas été remplies lors du 1er tour des élections municipales du 23 mars 2014, a déféré les opérations électorales au tribunal administratif. Les résultats définitifs figurent sur le site du ministère de l'Intérieur. Ils ont été légèrement modifiés par le juge des élections.
| Période      | Période          | Identité                           | Étiquette | Qualité                                                         |
| ------------ | ---------------- | ---------------------------------- | --------- | --------------------------------------------------------------- |
| janvier 1974 | mars 1977        | Philippe Cesbron-Lavau (1924-2023) | RI        | Chef d'entreprise                                               |
| mars 1977    | mars 1989        | Georges Godicheau                  |           | Représentant de commerce                                        |
| mars 1989    | mars 2001        | Camille Laurendeau (1934-2022)     | DVD       | Garagiste retraité Conseiller général de Thouarcé (1994 → 2001) |
| mars 2001    | 14 décembre 2015 | Bernard Briodeau                   | DVD       | Agriculteur                                                     |

### Ancienne situation administrative
La commune était membre de la communauté de communes de la région de Chemillé, elle-même membre du syndicat mixte Pays des Mauges. La communauté de communes cesse d'exister le 15 décembre 2015 et ses compétences sont transférées à la commune nouvelle de Chemillé-en-Anjou.
Jusqu'en 2014, la commune fait partie du canton de Thouarcé et de l'arrondissement d'Angers. Le canton de Thouarcé compte alors dix-sept communes. Dans le cadre de la réforme territoriale, un nouveau découpage territorial pour le département de Maine-et-Loire est défini par le décret du 26 février 2014. Le canton de Thouarcé disparait et la commune est rattachée au canton de Chemillé-Melay, avec une entrée en vigueur au renouvellement des assemblées départementales de 2015.
Le 15 décembre 2015, pour tenir compte de la création de la commune nouvelle de Chemillé-en-Anjou, Valanjou est rattaché à l'arrondissement de Cholet.

## Population et société

### Évolution démographique
L'évolution du nombre d'habitants est connue à travers les recensements de la population effectués dans la commune depuis 1793. À partir du 1er janvier 2009, les populations légales des communes sont publiées annuellement dans le cadre d'un recensement qui repose désormais sur une collecte d'information annuelle, concernant successivement tous les territoires communaux au cours d'une période de cinq ans. 
Pour les communes de moins de 10 000 habitants, une enquête de recensement portant sur toute la population est réalisée tous les cinq ans, les populations légales des années intermédiaires étant quant à elles estimées par interpolation ou extrapolation. Pour la commune, le premier recensement exhaustif entrant dans le cadre du nouveau dispositif a été réalisé en 2006,.
En 2013, la commune comptait 2 290 habitants, en évolution de +5,19 % par rapport à 2008 (Maine-et-Loire : +3,3 %, France hors Mayotte : +2,49 %).
| 1793  | 1800 | 1806  | 1821  | 1831  | 1836  | 1841  | 1846  | 1851  |
| ----- | ---- | ----- | ----- | ----- | ----- | ----- | ----- | ----- |
| 1 805 | 828  | 1 255 | 1 843 | 1 838 | 1 879 | 1 860 | 1 764 | 1 774 |

| 1856  | 1861  | 1866  | 1872  | 1876  | 1881  | 1886  | 1891  | 1896  |
| ----- | ----- | ----- | ----- | ----- | ----- | ----- | ----- | ----- |
| 1 733 | 1 651 | 1 703 | 1 712 | 1 701 | 1 605 | 1 579 | 1 517 | 1 394 |

| 1901  | 1906  | 1911  | 1921  | 1926  | 1931  | 1936  | 1946  | 1954  |
| ----- | ----- | ----- | ----- | ----- | ----- | ----- | ----- | ----- |
| 1 358 | 1 353 | 1 351 | 1 320 | 1 319 | 1 291 | 1 270 | 1 229 | 1 308 |

| 1962  | 1968  | 1975  | 1982  | 1990  | 1999  | 2006  | 2011  | 2013  |
| ----- | ----- | ----- | ----- | ----- | ----- | ----- | ----- | ----- |
| 1 218 | 1 229 | 1 877 | 1 924 | 2 016 | 1 914 | 2 135 | 2 253 | 2 290 |

| 1793  | 1800  | 1806 | 1821  | 1831  | 1836  | 1841  | 1846  |
| ----- | ----- | ---- | ----- | ----- | ----- | ----- | ----- |
| 1 145 | 1 147 | 722  | 1 013 | 1 062 | 1 066 | 1 100 | 1 165 |

| 1851  | 1856  | 1861  | 1866  | 1872  | 1876  | 1881  | 1886  |
| ----- | ----- | ----- | ----- | ----- | ----- | ----- | ----- |
| 1 177 | 1 229 | 1 171 | 1 114 | 1 046 | 1 038 | 1 021 | 1 004 |

| 1891 | 1896 | 1901 | 1906 | 1911 | 1921 | 1926 | 1931 |
| ---- | ---- | ---- | ---- | ---- | ---- | ---- | ---- |
| 964  | 919  | 883  | 830  | 830  | 816  | 832  | 788  |

| 1936 | 1946 | 1954 | 1962 | 1968 | 1973 | - | - |
| ---- | ---- | ---- | ---- | ---- | ---- | - | - |
| 797  | 727  | 745  | 734  | 772  | -    | - | - |

### Pyramide des âges
La population de la commune est relativement âgée. Le taux de personnes d'un âge supérieur à 60 ans (23,8 %) est en effet supérieur au taux national (21,8 %) et au taux départemental (21,4 %).
Contrairement aux répartitions nationale et départementale, la population masculine de la commune est supérieure à la population féminine (51,3 % contre 48,7 % au niveau national et 48,9 % au niveau départemental).
La répartition de la population de la commune par tranches d'âge est, en 2008, la suivante :
- 51,3 % d’hommes (0 à 14 ans = 22,5 %, 15 à 29 ans = 16,2 %, 30 à 44 ans = 23,5 %, 45 à 59 ans = 17,4 %, plus de 60 ans = 20,4 %) ;
- 48,7 % de femmes (0 à 14 ans = 21,5 %, 15 à 29 ans = 14,4 %, 30 à 44 ans = 20,4 %, 45 à 59 ans = 16,5 %, plus de 60 ans = 27,3 %).

| Hommes | Classe d’âge | Femmes |
| ------ | ------------ | ------ |
| 0,7    | 90 ans ou +  | 2,2    |
| 8,6    | 75 à 89 ans  | 11,8   |
| 11,1   | 60 à 74 ans  | 13,3   |
| 17,4   | 45 à 59 ans  | 16,5   |
| 23,5   | 30 à 44 ans  | 20,4   |
| 16,2   | 15 à 29 ans  | 14,4   |
| 22,5   | 0 à 14 ans   | 21,5   |

| Hommes | Classe d’âge | Femmes |
| ------ | ------------ | ------ |
| 0,4    | 90 ans ou +  | 1,1    |
| 6,3    | 75 à 89 ans  | 9,5    |
| 12,1   | 60 à 74 ans  | 13,1   |
| 20,0   | 45 à 59 ans  | 19,4   |
| 20,3   | 30 à 44 ans  | 19,3   |
| 20,2   | 15 à 29 ans  | 18,9   |
| 20,7   | 0 à 14 ans   | 18,7   |

## Économie

### Tissu économique
Sur 215 établissements présents sur la commune à fin 2010, 42 % relèvent du secteur de l'agriculture (pour une moyenne de 17 % sur le département), 6 % du secteur de l'industrie, 10 % du secteur de la construction, 34 % de celui du commerce et des services et 7 % du secteur de l'administration et de la santé.
En 2009, l'Insee recense 202 établissements actifs (dont 44 % en agriculture) toutes activités confondues.
En septembre 2012, l'Annuaire des entreprises (hors agriculture) de la CCI de Maine-et-Loire compte 64 entreprises (62 en mars 2016), dont Gevrise (fabrication de chaussures, 80 personnes) qui a quitté Valanjou pour rejoindre le site Eram de Montjean-sur-Loire en 2015.

## Culture locale et patrimoine

### Lieux et monuments
L'inventaire général des Monuments historiques recense 115 bâtiments. Deux d'entre eux sont classés ou inscrits Monuments historiques :
- Château de Gonnord ;
- Moulin à vent du Gué-Robert.

Parmi les autres édifices :
- Château d'Argonne.
- Chapelle du cimetière.
- Chapelle à Gonnord.
- Chapelle Notre-Dame-de-Pitié à Joué.
- Église Saint-Laurent d'Étiau.
- Église Saint-Martin de Joué : la déconstruction de son clocher a été votée en 2007. L'Association valanjevine de sauvegarde et de valorisation du patrimoine (AVSVP) se bat pour préserver cette église[35],[36],[37].
- Église Saint-Pierre de Gonnord (XIXe siècle).

### Personnalités liées à la commune
- Artus de Cossé-Brissac (1512-1582), maréchal de France, mort à Gonnord en 1582.
- François Bernier (1620-1688), né à Joué, philosophe et voyageur, médecin du Grand Moghol, Aurangzeb.
- Jean Peltier dit Peltier Dudoyer (1734-1803), armateur, marié le 18 décembre 1758 à Gabrielle Dudoyer, fille d'Étienne Dudoyer Procureur fiscal de Gonnord.
- Nicolas-Joseph Beaurepaire (1740-1792), colonel, marié à Marie-Anne Charlotte Banchereau-Dutail le 19 août 1776 à Joué-Étiau.
- Jean-Gabriel Peltier, né le 21 octobre 1760 à Gonnord et mort à Paris, le 31 mars 1825, journaliste français contre-révolutionnaire. Fils de Jean Peltier.
- Eugène Grellier, né le 3 janvier 1850 à Joué et mort à Laval, le 23 février 1839, évêque de Laval.
- Hippolyte Fournier, né le 4 mars 1853 à Rablay et mort à Gonnord, le 12 janvier 1926, artiste peintre.